# Ipaporanga
Ipaporanga este un oraș în statul Ceará (CE) din Brazilia.